# Polimnia (nome)
Polimnia  è un nome proprio di persona italiano femminile.

## Varianti
- Femminili: Polinnia[1]
  - Maschili: Polinnio[1], Polinno[1]

### Varianti in altre lingue
- Catalano: Polímnia
- Croato: Polihimnija
- Francese: Polymnie
- Greco antico: Πολύμνια (Polymnia)[2], Πολυυμνια (Polyhymnia)[2]
  - Maschili: Πολυμνιος (Polymnios)
- Inglese: Polyhymnia

- Latino: Polymnia[1]
  - Maschili: Polymnius[1], Polymnus[1]
- Lituano: Polymnija
- Polacco: Polihymnia
- Portoghese: Polímnia
- Spagnolo: Polimnia
- Ungherese: Polühümnia

## Onomastico

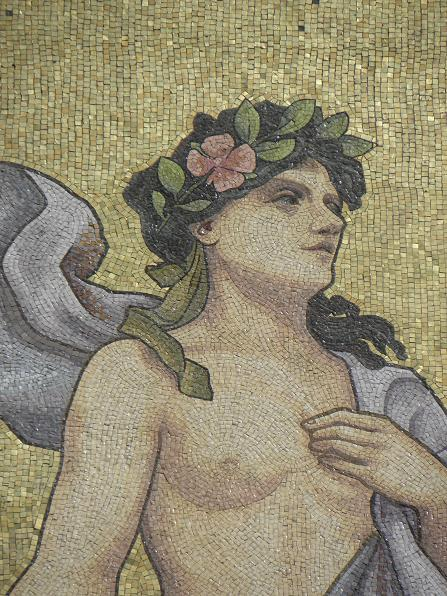
Mosaico raffigurante Polimnia a Lione

Nome di tradizione classica, è portato nella mitologia greca da Polimnia, la Musa del canto, della danza e della poesia lirica.
È composto dai termini greci πολυς (polys, "molto", presente anche in Polidoro, Poliuto, Policarpo e Polissena) e ‘υμνος (hymnos, "canto", "inno"), quindi può essere interpretato come "molti canti", "di gran lode".

## Persone

### Variante Polymnia
- Polymnia Saregkou, cestista greca